# Diopa magnetica
Diopa magnetica là một loài bướm đêm trong họ Noctuidae.